# Ferrocarril Industrial de Mendoza
| Eine der Henschel-Loks, Werks-Nr. 19759–19760                                                                            |                     |                                      |                                      |
| Carril Zapata (RP 98) entlang der ehemaligen Strecke                                                                     |                     |                                      |                                      |
| Streckenlänge: | 18 km               |                                      |                                      |
| Spurweite: | 750 mm (Schmalspur) |                                      |                                      |
| |                     |                                      |                                      |
| \| \| 0 \| Tupungato \| Tupungato \| \| \| 18 \| Zapata \| Zapata \| \| \| \| Ferrocarril Buenos Aires al Pacifico \| \| |                     |                                      |                                      |
| Kopfbahnhof Streckenanfang (Strecke außer Betrieb)                                                                       | 0                   | Tupungato                            | Tupungato                            |
| Kopfbahnhof Streckenende (Strecke außer Betrieb)                                                                         | 18                  | Zapata                               | Zapata                               |
| Bahnhof quer (Strecke außer Betrieb)                                                                                     |                     | Ferrocarril Buenos Aires al Pacifico | Ferrocarril Buenos Aires al Pacifico |

Die Ferrocarril Industrial de Mendoza  war eine Schmalspurbahn mit 750 mm Spurweite in der Provinz Mendoza in Argentinien.

## Geschichte
Nachdem die Ferrocarril Buenos Aires al Pacífico die Kleinbahn Ramal a Eugenio Bustos fertiggestellt hatten, wünschten sich die Bewohner von Tupungato eine ähnliche Zubringerstrecke von Tupungato nach Zapata. Die Provinz hat sich daraufhin entschieden, eine Schmalspurbahn mit 750 mm Spurweite zu bauen, weil sie günstiger als eine Breitspurbahn war. In Europa wurden 32 km Gleise erworben, von denen aber nur 18 km verlegt wurden.
Auf halber Strecke wurde ein Wassertank installiert, der zuvor für die Baueisenbahn beim Bau des General San Martín Park in Mendoza verwendet worden war.
Der Betrieb wurde 1924 mit einem Zug pro Tag in jeder Richtung aufgenommen, kurz danach aber auf drei Züge pro Woche reduziert. Er wurde 1935 eingestellt, woraufhin O & K die Überreste erwarb.

## Schienenfahrzeuge
- 2 vierachsige schmalspurige Henschel-Lokomotiven D 2n mit Schlepptender (Werks-Nr. 19759–19760)
- 2 Personenwagen erster Klasse
- 1 Personenwagen zweiter Klasse
- 10 offene Ausflugswagen
- Zahlreiche Güterwagen

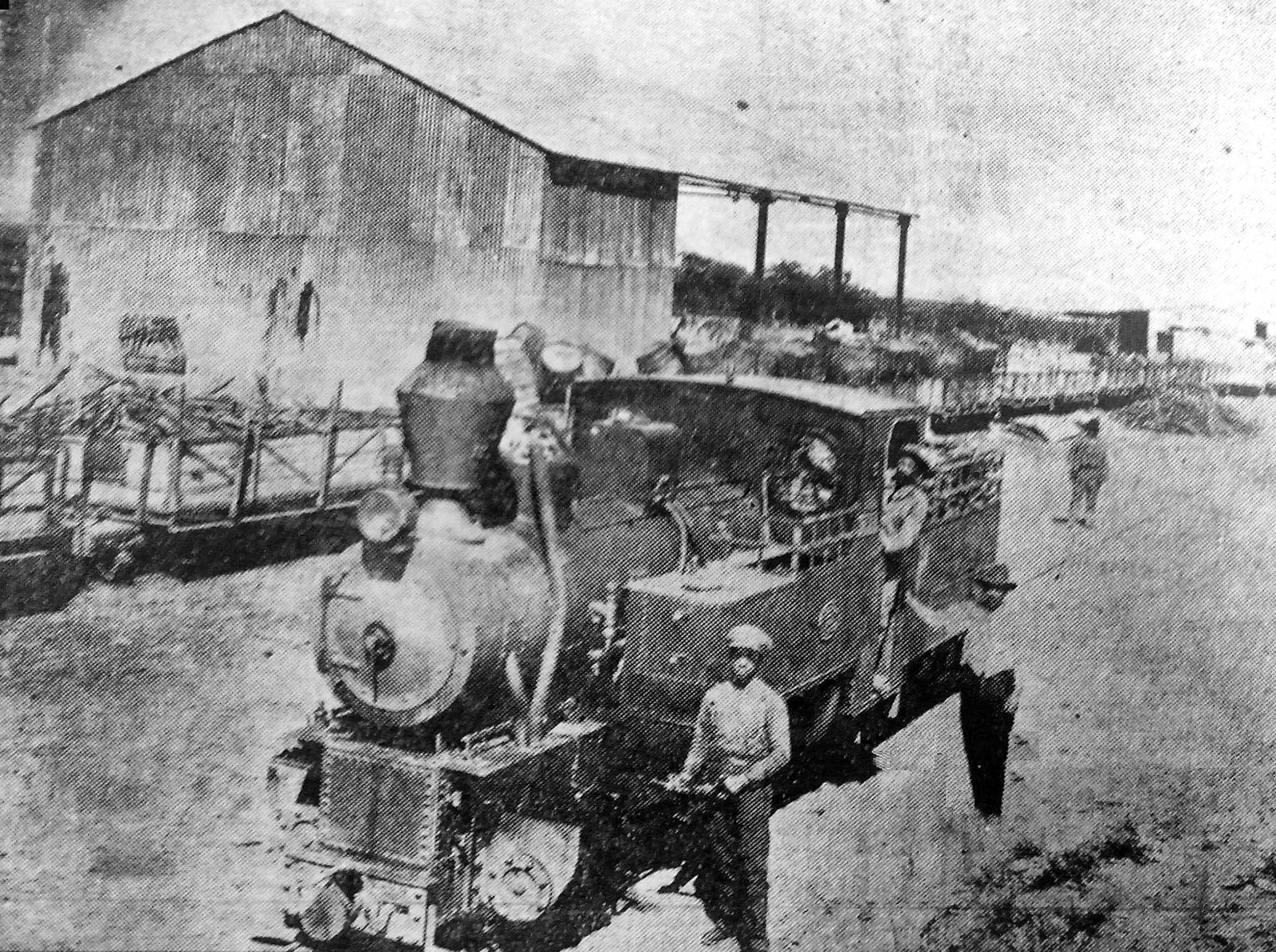
Bahnhof
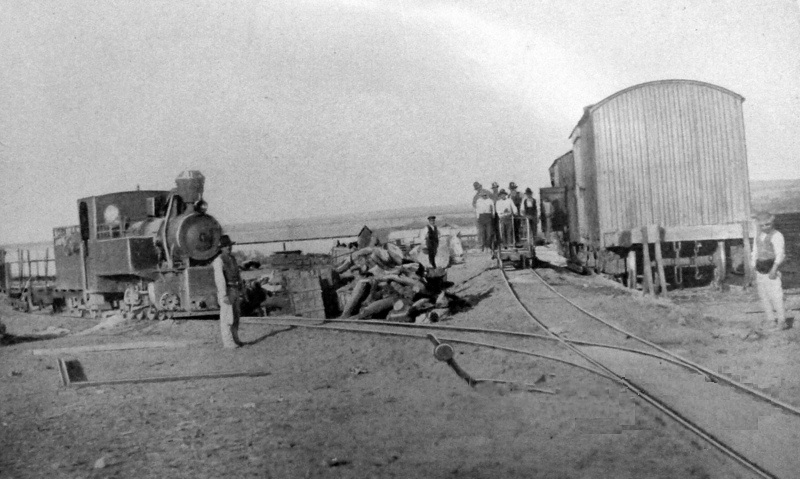
Umladestelle zur Breitspurbahn
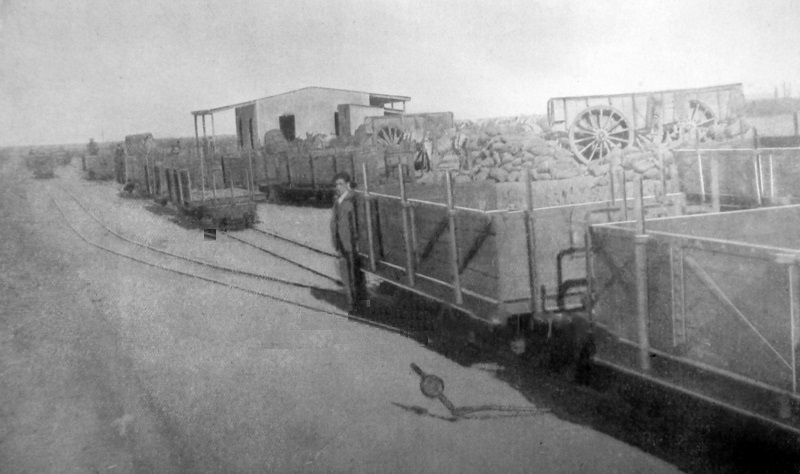
Schienenfahrzeuge